# إيفور آرمسترونغ ريتشاردز
إيفور آرمسترونغ ريتشاردز (بالإنجليزية: I. A. Richards)‏ (26 شباط (فبراير) 1893 - 7 أيلول (سبتمبر) 1979، ناقد أدبي وعالم بلاغة.
تلقى تعليمه في الكلية المجدلية في كامبردج. أثرت كتبه في توجهات النقد الجديد ككتاب "معنى المعنى" و "مبادئ النقد الأدبي" و "النقد العملي" و "فلسفة البلاغة". قاد مبدأ "النقد العملي إلى تطبيقات "القراءة الوثيقة" التي يعتقد أنها أسست لبدايات النقد الأدبي الحديث. يعتبر ريتشاردز أحد مؤسسي دراسات الأدب الإنجليزي المعاصرة.

## مؤلفاته
مبادئ النقد الأدبي 1924.
العلم والشعر 1926.
النقد العملي 1929.

## مطالعة إضافية
- Russo، John Paul (1989). I.A. Richards: His Life and Work. Baltimore: The Johns Hopkins University Press. ISBN:0801834171.

## روابط خارجية
- إيفور آرمسترونغ ريتشاردز على موقع الموسوعة البريطانية (الإنجليزية)
- إيفور آرمسترونغ ريتشاردز على موقع إن إن دي بي (الإنجليزية)